# Luca Zingaretti

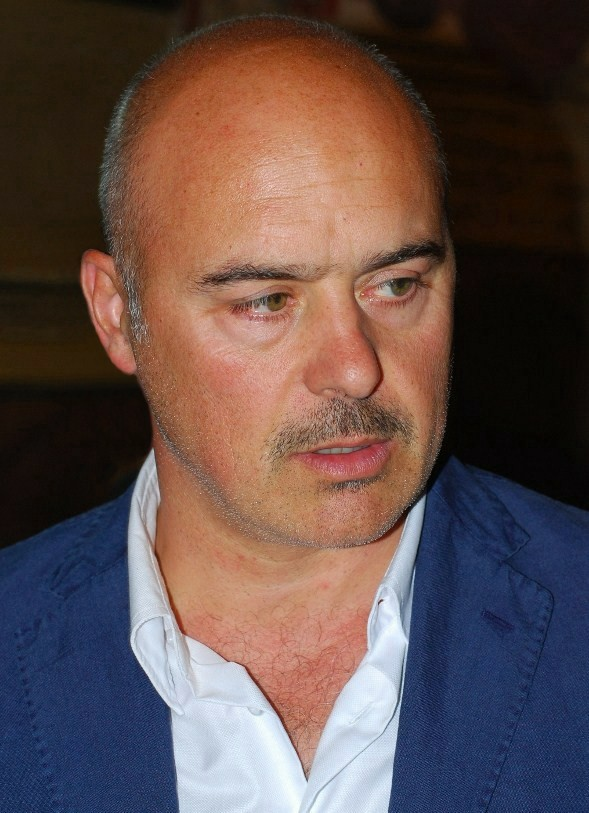
Luca Zingaretti 2010

Luca Zingaretti (* 11. November 1961 in Rom) ist ein italienischer Schauspieler, der sowohl für das Theater als auch für Film und Fernsehen arbeitet. 

## Biographie
Nach Abschluss der höheren Schule besuchte Zingaretti bis 1984 die Schauspielschule Accademia nazionale d’arte drammatica „Silvio D’Amico“ in Rom. Unter seinen Lehrern war Andrea Camilleri, dessen Figur Commissario Montalbano er später in mehreren Fernsehproduktionen verkörperte. Er debütierte Anfang der 1980er Jahre gemeinsam mit Luca Ronconi am Theater.
Seinen ersten Auftritt als Filmschauspieler hatte er 1987 in Brille mit Goldrand von Giuliano Montaldo. Für das Fernsehen stand er erstmals 1990 in dem Film Il Giudice Istruttore von Florestano Vancini und Gianluigi Calderone vor der Kamera. Einem größeren Publikum wurde er 1994 durch den Film Il branco von Marco Risi bekannt. Den größten Erfolg hatte er jedoch ab 1999 mit seiner Interpretation des Commissario Montalbano in den Fernsehfilmen von Alberto Sironi, die auch in mehreren europäischen Ländern ausgestrahlt wurden und Luca Zingaretti zu einem der gefragtesten Schauspieler Italiens machten.
Luca Zingaretti ist seit 2012 verheiratet mit der Schauspielerin Luisa Ranieri; das Ehepaar hat zwei Töchter. Sein Bruder Nicola Zingaretti war von 2004 bis 2008 Abgeordneter im Europäischen Parlament und war Chef der sozialdemokratischen Partei Partito Democratico.

## Filmografie (Auswahl)
- 1987: Brille mit Goldrand (Gli occhiali d’oro)
- 1989: Poliziotti (Fernsehfilm)
- 1994: Il branco
- 1994: Ohne Haut (Senza pelle)
- 1995: Castle Freak
- 1997: Artemisia
- 1997: Kidnapping – Ein Vater schlägt zurück (Fernsehfilm)
- 1998: Allein gegen die Mafia (La piovra) (Fernseh-Miniserie, Staffel 8)
- 1999–2021: Commissario Montalbano (Fernsehserie, 37 Folgen)
- 1999: Die Bibel – Jesus (Jesus) (Fernsehfilm)
- 2002: Perlasca - Un eroe italiano
- 2005: Alla luce del sole
- 2008: Mein Bruder ist ein Einzelkind (Mio fratello è figlio unico)
- 2010: Die Fahne der Freiheit (Noi credevamo)
- 2012: Asterix & Obelix – Im Auftrag Ihrer Majestät (Astérix & Obélix : Au service de sa Majesté)
- 2014: Der kleine Nick macht Ferien (Les vacances du petit Nicolas)
- 2018: Il vegetale
- 2020: Die unglaubliche Geschichte der Roseninsel (L’incredibile storia dell’Isola delle Rose)
- 2025: Kung Fu in Rome (La città proibita)